# 増田屋半次郎
増田屋 半次郎（ましだや はんじろう、生没年不詳）は、江戸時代中期の蕎麦屋。江戸新吉原で開業し、当時の吉原名物として知られた。

## 概要
新吉原五十間道の蕎麦屋・増田屋は18世紀中ごろに新吉原五十間道に開業された蕎麦屋で、その蕎麦は「釣瓶蕎麦（つるべそば）」の名で知られた。若松屋幸助という人が升形の釣瓶を出前器に用いたことに始まるという。この若松屋の店を継いだと思われるのが明和4年（1767年）頃に現れる「増田屋次郎介」で、程なく店主の名は半次郎に代わる。なお明和9年（1772年）には遊廓内伏見町にも釣瓶蕎麦を号する増田屋清吉の名が見られる。
当時の「吉原細見」には「名物つるべそば」の肩書が記載されており、また巻末広告に「吉原名物」の一つとして釣瓶蕎麦が掲載されている。寛政年間の『江戸見物道知辺』には浅草黒船町の砂場蕎麦、駒形の正直蕎麦、鎌倉河岸の東向庵、堺町の福山蕎麦と並んで江戸の名店として挙げられる。吉原遊廓を舞台とした明和7年（1770年）刊行の洒落本『遊子方言』にも釣瓶蕎麦が登場している。またその頃の『武江年表』や江戸蕎麦の名店の一つに名を挙げられている。増田屋は吉原五十間道、即ち吉原遊廓大門の外に位置した。釣瓶蕎麦の店舗前は吉原へ向かう駕籠の乗降地点と目されていたらしく、その事を題材とした川柳もいくつか詠まれている。
天明3年（1783年）には店主の名が増田屋半四郎に交代する。そして天明5年（1785年）春の「吉原細見」では増田屋の木版が削られており、以後は見られなくなり釣瓶蕎麦は廃絶。店舗は隣家の兵庫屋藤介に買い取られたようである。